# Noureddine Boukrouh
 (décembre 2013).
Noureddine Boukrouh (en arabe نورالدين بوكروح), né le 5 mars 1950 à El Milia, dans l'actuelle wilaya de Jijel en Algérie, est un ancien ministre et homme politique algérien.

## Biographie
Il est né le 5 mars 1950 à El Milia, dans la région de Jijel. En 1953, sa famille s’installe à Alger où il accomplit ses études primaires, secondaires et supérieures. Il est titulaire d’un Diplôme d’études supérieures (DES) en finances.
Entre 1973 et 1984, il travaille comme cadre dans le secteur économique public. De 1984 à 1989, il dirige une entreprise privée.
À l’avènement de la démocratie en 1989, il fonde le Parti du renouveau algérien (PRA) et le préside jusqu’en 1999. Il a été candidat à la première élection présidentielle pluraliste de 1995, se déroulant en pleine guerre civile algérienne.
Sous la présidence de Bouteflika, il sera nommé ministre dans les gouvernements algériens  successifs entre 1999 et 2005. 
De 1970 à  2017, il publiait dans la presse nationale algérienne des chroniques sur des sujets ayant trait a la politique, l'islam et les questions internationales.

## Ses publications
Il est l'auteur de plusieurs livres: 
- « Vivre l'Algérie » (1989)
- « L'Algérie entre le mauvais et le pire » (1997)
- « L'islam sans l'islamisme » (2006)
- « Réformer peuple et pouvoir » (2012)
- « Que faire de l'islam? » (2013)
- « La nécessaire rénovation de l'islam » (2016)
- « Islam, la dernière chance : pourquoi, comment et que réformer dans l'islam ? » (éditions Entrelacs ; 2018)